# 맥라렌 M840T 엔진
맥라렌 M840T 엔진(영어: McLaren M840T engine)은 맥라렌이 리카도 plc와 협력하여 생산 중인 4.0 L(244.1 cu in), 90도, 트윈 터보차저, 플랫 V8 가솔린 엔진이다.

## 생산
맥라렌은 IRL Indycar 챔피언십을 위해 설계되었지만 레이싱은 한 번도 하지 않은 닛산 VRH 엔진 아키텍처를 기반으로 자체 개발한 Tom Walkinshaw Racing의 엔진에 대한 권리를 구입하였다. 그러나 96.6mm(3.80인치) 보어와 73.5mm(2.89인치)를 제외하고 M840T에는 해당 엔진이 거의 남아 있지 않다.
Ricardo의 도움으로 개발된 엔진은 8500rpm에서 조정되지만 엔진 토크의 80%는 2000rpm에서 사용할 수 있다.맥라렌은 이 엔진이 현재 생산 중인 엔진 중 CO2 배출량 대비 마력이 가장 높다고 주장하였다.
M840T 엔진은 TD05H-06*20HF1T-12T라는 이중 미쓰비시 중공업의 터보차저를 사용한다.이름에도 불구하고 이들은 미쓰비시 랜서 에볼루션 IX(X)에 사용된 것과 동일한 터보차저가 아니다.
엔진은 웨스트서식스주의 Shoreham-by-Sea에 있는 Ricardo의 엔진 조립 시설에서 제작된다.

## 적용 차량
맥라렌의 새로운 M840T 엔진은 650S에 사용된 M838T의 진화로 데뷔하였다.3,994cc(4.0L, 243.7cu in) 트윈 터보차저 V8 엔진이다. 그러나 용량을 늘리기 위해 스트로크가 3.6mm 길어졌으며 엔진 구성 요소의 41%가 새 것에 해당된다. 엔진은 능동적으로 제어되는 웨이스트 게이트의 도움으로 최대 효율로 회전하는 저관성 티타늄-알루미늄 터빈이 있는 새로운 트윈 스크롤 터보차저를 사용하고 있다.720S의 엔진은 7,500rpm에서 568 lb·ft (770 N·m)의 출력으로 평가되어 이 차에 이름을 붙였다. 최대 토크는 5,500rpm에서 568lb·ft(770N·m)이다.
| 모델명            | 연식        | 코드네임 | 일률                                                                                            | 돌림힘 출력                                                                    |
| ----------------- | ----------- | -------- | ----------------------------------------------------------------------------------------------- | ------------------------------------------------------------------------------ |
| 맥라렌 720S       | 2017년~현재 | M840T    | 720 PS (530 kW; 710 bhp) @ 7500 rpm                                                             | 770 N·m (568 lb·ft) @ 5500 rpm                                                 |
| 맥라렌 720S GT3   | 2018년~현재 | M840T    | 720 PS (530 kW; 710 bhp) @ 7500 rpm                                                             | -                                                                              |
| 맥라렌 720S GT3X  | 2021년~현재 | M840T    | 720 PS (530 kW; 710 bhp) @ 7500 rpm                                                             | -                                                                              |
| 맥라렌 765LT      | 2020년~현재 | M840T    | 765 PS (563 kW; 755 bhp) @ 7500 rpm                                                             | 800 N·m (590 lb·ft) @ 5500rpm                                                  |
| 맥라렌 세나       | 2018년~현재 | M840TR   | 800 PS (588 kW; 789 bhp) @ 7250 rpm                                                             | 800 N·m (590 lb·ft) @ 5500rpm                                                  |
| 맥라렌 세나 GTR   | 2019년~현재 | M840TR   | 825 PS (607 kW; 814 bhp)                                                                        | 800 N·m (590 lb·ft) @ 5500rpm                                                  |
| 맥라렌 엘바       | 2020년~현재 | M840TR   | 815 PS (599 kW; 804 bhp)                                                                        | 800 N·m (590 lb·ft) @ 5500rpm                                                  |
| 맥라렌 스피드테일 | 2020년~현재 | M840T    | 756 PS (556 kW; 746 bhp) Electric: 312 PS (229 kW; 308 bhp) Total: 1,050 PS (770 kW; 1,040 bhp) | 800 N·m (590 lb·ft) Electric: 350 N·m (258 lb·ft) Total: 1,150 N·m (848 lb·ft) |
| 맥라렌 GT         | 2019년~현재 | M840TE   | 620 PS (456 kW; 612 bhp) @ 7500 rpm                                                             | 630 N·m (465 lb·ft) @ 5500 rpm                                                 |